# Prisão de Lefortovo
A Prisão de Lefortovo (em russo: Лефортовская тюрьма) é uma prisão localizada em Moscou, Rússia. Foi fundada em 1881, e seu nome é uma homenagem a Franz Lefort. Sob administração da NKVD e da KGB, tornou-se um centro de detenção para prisioneiros políticos, com a tortura sendo utilizada como instrumento de interrogatório. De Alexander Soljenítsin aos autores do Golpe de Agosto passaram por suas instalações. Continua ativa, com a FSB sendo responsável pelo local. 